# Pierre Duhem
Pierre Maurice Marie Duhem (Paris, 10 de junho de 1861 — Cabrespine, 14 de setembro de 1916) foi um físico francês e um historiador da ciência. Entre as suas teses principais figura aquela que defende não uma ruptura ou oposição entre a Idade Média e o Renascimento mas uma continuidade. 

## Obras
- Les théories électriques de J. Clerk Maxwell, Paris : Hermann, 1900
- Die Wandlungen der Mechanik und der mechanischen Naturerklärung, Leipzig: J. A. Barth, 1912, übers. durch P. Frank v. L'évolution de la mécanique, Paris, A. 1903 (französisch L´évolution de la mécanique, Paris 1902)
- Les origines de la statique, 2 volumes, Paris, 1905, 1906
- Études sur Leonard de Vinci, ceux qu´il a lus et ceux qui l´ont lu, 3 volumes, Paris, 1906 a 1913
- Ziel und Struktur der physikalischen Theorien. Lothar Schäfer (editor). Meiner : Hamburgo. 1998. ISBN 978-3-7873-1457-7
- Le système du monde, histoire des doctrines cosmologiques de Platon à Copernic. 10 volums, Paris : Hermann, 1913 a 1959